# Бон-Бон
«Бон-Бон» (англ. Bon-Bon) — сатирический рассказ Эдгара Аллана По, впервые опубликованный в газете Philadelphia Saturday Courier в 1832 году под названием «Несостоявшаяся сделка» (англ. The Bargain Lost). В центре сюжета — встреча героя по имени Пьер Бон-Бон с дьяволом и их диалог, изобилующий юмором и сатирой. Объектом писательской насмешки являются немецкие философы с их тягой к мистицизму, а также платоники и идеалисты с их склонностью к пространным метафизическим рассуждениям.
Рассказ, получивший смешанные отзывы критики, первоначально был отправлен на конкурс малой прозы, организованный газетой Philadelphia Saturday Courier. Несмотря на то, что он не победил, «Несостоявшаяся сделка» перешла в собственность газеты и была опубликована в одном из её выпусков. Первоначальная версия рассказа сильно отличается от переработанного варианта, который По опубликовал под названием «Бон-Бон» в 1835 году.

## Сюжет
Пьер Бон-Бон — успешный ресторатор и философ, знаменитый как своими блюдами, так и метафизическими рассуждениями. Рассказчик описывает его как человека высоких интеллектуальных способностей, много читающего и высказывающего идеи, которые многие считали «непостижимыми». Однако были у героя и слабости, основные из которых  — страсть к сделкам и «склонность к бутылке».
Однажды зимой Бон-Бон, сидя снежной ночью у камина, правил свою рукопись, как вдруг услышал в комнате шёпот. Таинственным гостем оказался сам дьявол. Высокий и тощий, он был одет в чёрный потёртый костюм, сшитый по моде XVIII века, но явно ему тесный.  Желая почерпнуть некоторые этические идеи, которые он мог бы включить в свою следующую книгу, Бон-Бон завёл с ним разговор.
В ходе беседы, сопровождавшейся изрядным количеством выпитого вина, дьявол рассказал, что поедает души людей. Он перечислил многих знаменитых философов, души которых попробовал, описывая и сравнивая их вкус. Основательно опьянев и неконтролируемо икая, Бон-Бон предложил гостю свою душу, которая, по его словам, сгодилась бы для суфле, фрикасе или другого изысканного блюда. Дьявол отказался, заявив, что с его стороны было бы некрасиво воспользоваться «омерзительным и недостойным состоянием» собеседника, и, поклонившись, исчез. Бон-Бон успел бросить в него бутылку, но угодил в подведённую к потолку цепь. Неудачливый философ распростёрся на полу под рухнувшей люстрой.

## Анализ
Когда я в глотку лью коньяк,

Я сам учёней, чем Бальзак,

И я мудрее, чем Пибрак,

Мне нипочем любой казак.

Пойду на рать таких вояк

И запихну их в свой рюкзак.

Могу залезть к Харону в бак

И спать, пока везет чудак,

А позови меня Эак,

Опять не струшу я никак.

И сердце тут ни тик, ни так,

Я только гаркну: «Сыпь табак!»
По сравнению с первым вариантом рассказа, который назывался «Несостоявшаяся сделка» (1832), сюжет и описания претерпели значительные изменения. Эдгар По перенес действие из Венеции в Руан и значительно снизил эмоциональность повествования; вместо римской тоги на дьяволе появился костюм, вместо аккуратного галстука и рубашки — засаленный галстук, надетый на голое тело. Изменения, произведённые автором, интересны тем, что дают представление о способах творческой обработки текста и особенностях его фантазии. Литературовед Томас Мэббот предположил, что из всех рассказов По, опубликованных в Saturday Courier, «Несостоявшаяся сделка» была написана раньше всех, обращая внимание на то, что в ней автор допустил гораздо больше абсурдных несостыковок и стилистических погрешностей, чем в остальных новеллах.
«Бон-Бон», опубликованный в 1835 году, относится к числу лучших юмористических рассказов По. В нём автор издевается над поклонниками немецких мистиков, в шуточной манере высмеивает платоников и идеалистов, создавая карикатурный образ «мыслителя», работавшего ресторатором, с необычным именем Бон-Бон (от фр. bonbon — конфета). Комический эффект достигается множеством приёмов, основным из которых было сочетание явно разнородных реалий и понятий — библиотеки и кухни, философии и кулинарии. Автор создаёт своеобразную смесь из несочетаемых предметов: в одном месте собраны тома немецкой философии, рашпер, вилки, сочинения Платона, Аристотеля и других философов, сковородки и другая кухонная утварь.
Комедийный характер произведения соответствует тону эпиграфа и подчёркивает содержащуюся в нём насмешку. Его источником По указал французский водевиль, хотя на самом деле текст заимствован из сочинения барона Бильфельда Les Premiers Traits de l'erudition universelle. По высмеивает оторванных от жизни философов, занимающихся метафизическими рассуждениями, их концепцию о потустороннем существовании души и абсолютизацию сверхчувственной способности познания. Используя фигуру дьявола, он иронизирует над склонностью к мистике, которую определяет словом diablerie («чертовщина»), при этом недвусмысленно намекая, что имеет в виду именно немецких философов.

### Фигура дьявола
Помимо «Бон-Бона» обитатель преисподней является героем ещё трёх рассказов По: «Герцог де л'Омлет» (1832), «Чёрт на колокольне» (1839), «Не закладывай чёрту своей головы» (1841). В этих юмористических новеллах автор высмеивает своих литературных оппонентов, издевается над вкусами американской публики и издателей популярной литературы. В каком бы обличье дьявол ни был представлен в его рассказах, он является антагонистом персонажей, воплощающих глупость и самолюбование, и расправляется с ними с разной степенью изящества и жестокости, в зависимости от общего настроения новеллы.
В «Бон-Боне» фигуры главного героя и дьявола являются полным контрастом друг друга. Если Пьер обрисован как крохотный человек меньше метра ростом, с маленькой головой и выдающимся животом — «достойным обиталищем его бессмертной души», то явившийся ему дьявол отличался необычайно высоким ростом и худобой. Хозяин преисподней, «близко знакомый с Платоном и Аристотелем», имел странную особенность: у него абсолютно не было глаз. Тёмные очки скрывали абсолютно гладкое место. Таким способом Эдгар По иронизирует над теорией познания трансценденталистов, которые считали, что человек может постичь суть вещей без помощи органов чувств, исключительно благодаря сверхчувственным возможностям познания. Дьявол в рассказе отмечает: «Мое видение глубже вашего. <…> Я постигаю душой».
Среди своих многочисленных знаменитых жертв дьявол назвал Платона, Аристотеля, Катулла, Гиппократа, Квинтилиана и Франсуа-Мари Аруэ (настоящее имя Вольтера). Идею поедания душ Эдгар По мог почерпнуть из 34-й песни «Ада» в «Божественной комедии» Данте. Также он мог вдохновиться произведением The Visions («Видения», или «Сновидения») Франсиско де Кеведо, перевод которого на английский выполнил Уильям Эллиот. В части под названием «Reformation of Hell» содержатся строки: «Люциферу очень нравится его еда. Выражение „дьявол меня проглоти“ (англ. may the devil swallow me), которое часто употребляют портные, вполне уместно, так как он и правда сделал это со многими».

## Критика

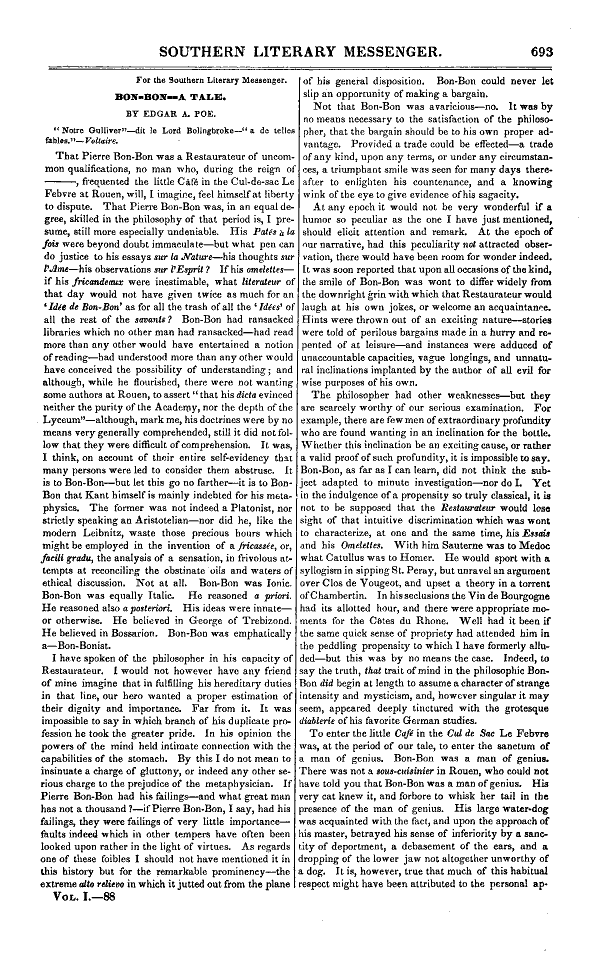
Southern Literary Messenger за август 1835 года, первая публикация рассказа под названием «Бон-Бон»

Редакторский совет Philadelphia Saturday Courier поблагодарил По за присланные на конкурс рассказы. Автор отзыва, предварявшего первую публикацию, предположительно Ламберт У. Уилмер, писал: «Мы прочитали все эти рассказы, слог за слогом, с превеликим удовольствием. По нашему мнению, мало кому из американских авторов удалось создать что-то более оригинальное, отличающееся таким богатством воображения и безупречностью стиля». Автор критической статьи в газете Winchester Republication назвал «Бон-Бон» «довольно оригинальной и колоритной историей». Уильям Гуинн, редактор Baltimore Gazette, написал, что рассказ поддерживает твёрдо упрочившуюся репутацию своего автора как писателя, одарённого богатым воображением, а также лёгким и отточенным стилем.

## История публикаций
По отослал «Несостоявшуюся сделку», а также рассказы «Метценгерштейн», «Герцог де л'Омлет», «На стенах иерусалимских» и «Существенная потеря» на конкурс малой прозы, организованный газетой Philadelphia Saturday Courier. Хотя ни один из его рассказов не выиграл главный приз в размере 100 долларов, редакторы Philadelphia Saturday Courier были ими впечатлены и решили напечатать их все в течение следующих нескольких месяцев после объявления победителя.
«Несостоявшаяся сделка» была опубликована 1 декабря 1831 года. Вероятно, По не заплатили за публикацию, так как по правилам конкурса рассказ перешёл в собственность организовавшей конкурс газеты. Последующие версии рассказа претерпели значительные изменения: герой был переименован из Педро Гарсии в Пьера Бон-Бона, встречался он не с самим дьяволом, а с одним из его посланников, а действие было перенесено из Венеции во Францию . Под названием «Бон-Бон» рассказ вышел в Southern Literary Messenger в августе 1835 года. В сборнике «Гротески и Арабески» он был переиздан в 1845 году.
По мере работы над рассказом менялся и его эпиграф. Оригинальный в «Несостоявшейся сделке» был взят из шекспировской комедии «Как вам это понравится»: «Когда языческий философ ощущал желание съесть виноградную кисть, он раскрывал губы в ту минуту, как подносил виноград ко рту; этим он хотел сказать, что виноград создан для того, чтобы его ели, а губы для того, чтобы раскрываться». «Бон-Бон» был опубликован с эпиграфом, источником которого По указал французский водевиль, тогда как цитата была в действительности взята из произведения барона Бильфельда Les Premiers Traits de l'erudition universelle.

## Адаптации
В 1920 году «Бон-Бон» был адаптирован для театральной постановки в одном из офф-бродвейских театров.